# カサビアン
カサビアン（KASABIAN）は、イギリス・レスター出身のロックバンド。

## 概要
1997年にボーカルのトム・ミーガン、ギターのセルジオ・ピッツォーノとクリストファー・カルロフ、ベースのクリス・エドワーズの4人で結成され、2004年にドラムのイアン・マシューズが加わった。2006年にはクリストファー・カルロフが脱退し別バンドに加入、以後4人体制で活動している。2006年からはサポートギタリストとしてジェイ・メーラーがツアーに帯同していたが、2012年にビーディ・アイへ加入したためバンドを離れた。カサビアンは21世紀にイギリスでデビューしたロックバンドの中で最も活躍しているバンドの一つであり、2010年にはQ誌で現在活躍する世界最高のライヴ・アクトに選出されている。エレクトロニカを融合させたロックサウンドが特徴で、しばしばその音楽性をインディーロックと形容されることもある。しかしながらセルジオは「インディーロックが嫌い」であり「カサビアンはそのようなジャンルに当てはまらない」と発言している。
カサビアンはこれまでに6枚のスタジオ・アルバムを発表しており、2010年にはブリット・アウォーズのベスト・ブリティッシュ・バンドを受賞している。またライブアクトは特に評価が高く、2014年にはグラストンベリー・フェスティバルのヘッドライナーを務めている。
彼らのスタイルはストーン・ローゼズやプライマル・スクリームと、オアシスの中間に位置すると表現されることがある。実際に彼らはオアシスのギャラガー兄弟を非常に尊敬しており、その言動は崇拝に近い。オアシスの方も彼らを可愛がっており、ライヴで共演したり、インタビュー等でカサビアンを絶賛するなど蜜月状態が続いている。
デビュー当時はレスター郊外の小屋で4人で自給自足に近い共同生活を送っていた。代表曲は、『L.S.F (Lost Souls Forever)』、『Club Foot』、『Me Plus One』、『Processed Beats』、『Reason Is Treason』、『Empire』、『Shoot The Runner』。
2004年のサマーソニックで初来日を果たし、新人バンドとしては異例の入場規制が敷かれた。その人気を受けて翌年はメインステージに出演している。
2007年のサマーソニックにも出演を果たし、同年9月3日にFast Fuse EPをリリース。
2016年に地元のサッカークラブであり、メンバーがサポーターであることを公言しているレスター・シティFCがプレミアリーグを制覇した際に、記念パレードにサプライズ・ゲストとして登場、ライブを敢行した。同年5月にはチームのホームスタジアムであるキング・パワー・スタジアムでライブを行った。
2020年7月、トム・ミーガンが、自身が起こした暴行事件によってバンドを脱退することが発表された。

## メンバー

### 現メンバー
- セルジオ・ピッツォーノ（Sergio Pizzorno） - ギター、キーボード、ボーカル
- クリス・エドワーズ（Chris Edwards）- ベース
- イアン・マシューズ（Ian Matthews） - ドラム、パーカッション
- ティム・カーター（Tim Carter）- ギター

### サポートメンバー
- ベン・キーレー （Ben Kealey） - キーボード
- ゲイリー・アレスブロック （Gary Alesbrook）- トランペット
- ロバート・ハーヴェイ （Robert Harvey）- ギター

### 旧サポートメンバー
- ジェイ・メーラー（Jay Mehler）- ギター（2006年-2012年）

### 元メンバー
- クリストファー・カルロフ（Christopher "Chris" Karloff）- ギター、ベース、キーボード、プログラミング（1997年-2006年）
- トム・ミーガン（Tom Meighan）- メインボーカル（1997年-2020年）

## ディスコグラフィー

### アルバム
- カサビアン - Kasabian（2004年）
- エンパイア - Empire（2006年）
- ルナティック・アサイラム - West Ryder Pauper Lunatic Asylum（2009年）
- ヴェロキラプトル! - Velociraptor!（2011年）
- 48:13 - 48:13（2014年）
- フォー・クライング・アウト・ラウド - For Crying Out Loud（2017年）
- ジ・アルケミスツ・ユーフォリア - The Alchemist's Euphoria (2022年)
- ハプニングス - Happenings (2024年)

### シングル
- Club Foot（クラブフット）（2004年）
- L.S.F.EP（エルエスエフ イーピー） (2004年)
- Processed Beats（プロセスドビーツ）（2004年）
- Empire（エンパイア）（2006年）
- Shoot the runner（シュート ザ ランナー）（2006年）
- Fast Fuse（ファスト フューズ）（2007年)

## 日本公演
- 2004年
  - SUMMER SONIC 2004（8月7日：舞洲スポーツアイランド、8月8日：幕張メッセ）
  - KASABIAN JAPAN TOUR 2004（11月7日：SHIBUYA-AX、11月9日：IMPホール、11月11日：福岡DRUM LOGOS、11月12日：名古屋CLUB QUATTRO）
- 2005年
  - SONICMANIA 2005（2月5日：幕張メッセ）
  - SUMMER SONIC 2005（8月13日：舞洲スポーツアイランド、8月14日：千葉マリンスタジアム）
- 2007年
  - KASABIAN JAPAN TOUR 2007（1月6日：Zepp Nagoya、1月8日：Zepp OSAKA、1月10日：Zepp Fukuoka、1月12日：東京国際フォーラム、1月13日：横浜BLITZ）
  - SUMMER SONIC 2007（8月11日：舞洲スポーツアイランド、8月12日：千葉マリンスタジアム）
- 2008年
  - FUJI ROCK FESTIVAL'08（7月25日：苗場スキー場）
- 2009年
  - SUMMER SONIC 2009（8月7日：幕張メッセ、8月8日：舞洲スポーツアイランド）
- 2012年
  - KASABIAN JAPAN TOUR 2012（1月10日：横浜BLITZ、1月12日：Zepp OSAKA、1月13日：Zepp Nagoya、1月15日・1月16日：STUDIO COAST）
- 2014年
  - SONICMANIA 2014（8月15日：幕張メッセ）
  - SUMMER SONIC 2014（8月16日：舞洲スポーツアイランド）
- 2017年
  - SONICMANIA 2017（8月18日：幕張メッセ）
  - SUMMER SONIC 2017（8月19日：幕張メッセ）
- 2024年
  - KASABIAN JAPAN 2024（10月7日・10月8日：Zepp Haneda、10月10日：Zepp Osaka Bayside）